# Нелидово (Московская область)
Нели́дово — деревня в Волоколамском районе Московской области России. Населённый пункт воинской доблести.
Относится к сельскому поселению Чисменское, до муниципальной реформы 2006 года относилась к Ждановскому сельскому округу. Население — 1543 чел. (2010).

## Население
| 1852 | 1859 | 1926 | 2002 | 2006 | 2010  |
| ---- | ---- | ---- | ---- | ---- | ----- |
| 314  | ↗336 | ↗358 | ↗840 | ↗889 | ↗1543 |

## Расположение
Деревня Нелидово расположена примерно в 5 км юго-восточнее города Волоколамска. В деревне 5 улиц — Вишневая, Крестьянская, Панфиловская, Парковая и Светлая, территория Микрорайон, зарегистрировано садовое товарищество.
В 1 км от деревни находится станция Дубосеково Рижского направления Московской железной дороги и протекает река Лама (бассейн Иваньковского водохранилища). Связана автобусным сообщением с районным центром.

## Достопримечательности

«Мемориал Героям Панфиловцам»

В 1941 году у разъезда Дубосеково рядом с деревней Нелидово проходил легендарный бой между советской 316-й стрелковой дивизией Панфилова и 2-й танковой дивизией немецко-фашистских войск.
В 1967 году в память об этом подвиге в Нелидово был открыт музей героев Панфиловцев. В 1975 году, к 30-летию Победы, в Нелидово был открыт «Мемориал Героям Панфиловцам». Памятник символизирует рубеж обороны Москвы. По замыслу скульпторов, 6 больших фигур воинов, — это не конкретные бойцы дивизии Панфилова, а собирательные образы защитников Москвы.
В деревне находится и могила Панфиловцев, погибших 16 ноября 1941 года. Является памятником истории федерального значения.

## Исторические сведения

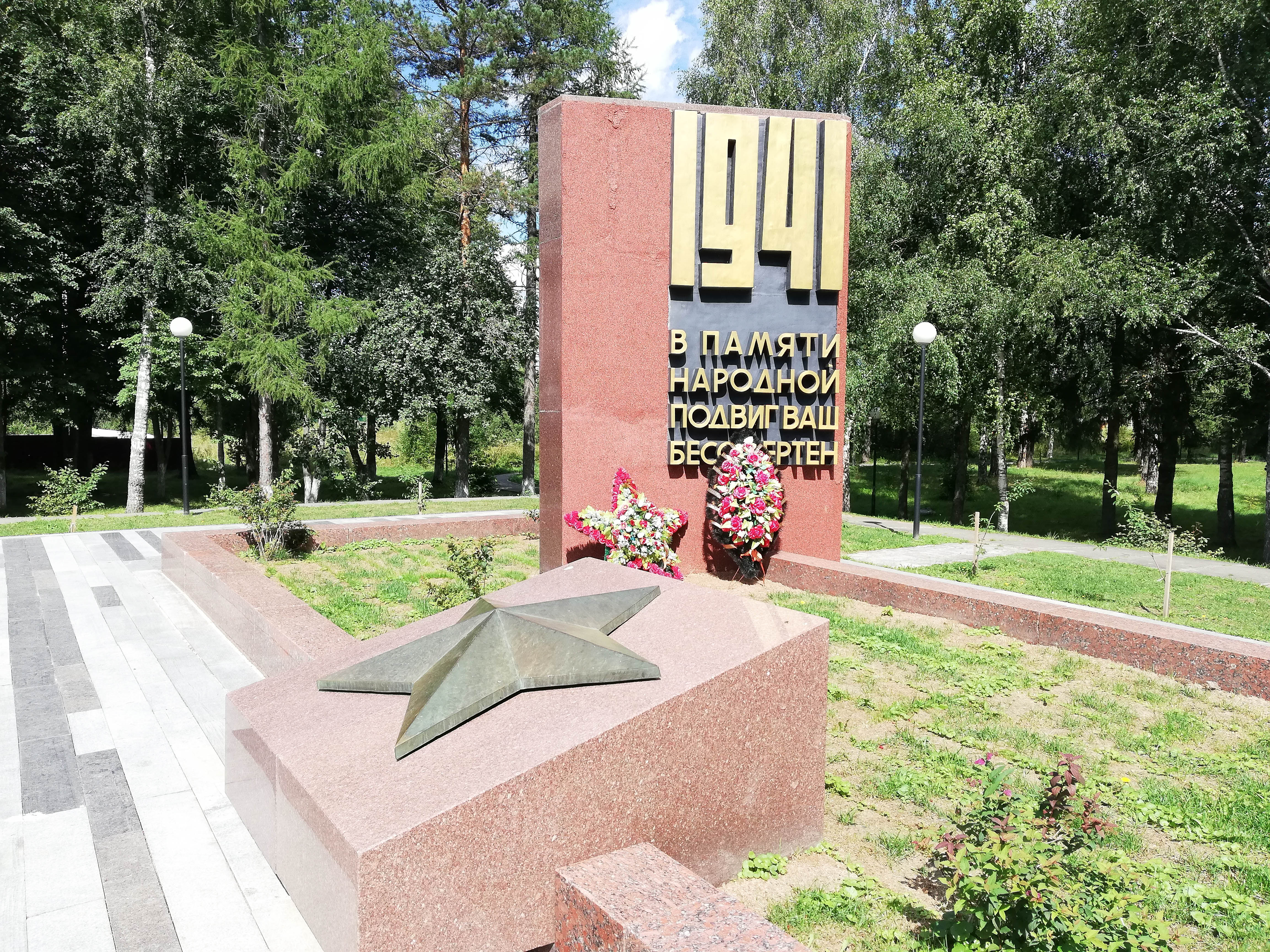
Памятник защитникам Москвы в Нелидово

В «Списке населённых мест» 1862 года Нелидово — казённая деревня 2-го стана Волоколамского уезда Московской губернии по правую сторону почтового Московского тракта (из Волоколамска), в 5 верстах от уездного города, при безымянной речке, с 49 дворами и 336 жителями (161 мужчина, 175 женщин).
По данным на 1890 год входила в состав Аннинской волости Волоколамского уезда, число душ мужского пола составляло 165 человек.
В 1913 году — 74 двора, чайная лавка.
По материалам Всесоюзной переписи населения 1926 года — центр Нелидовского сельсовета Аннинской волости, проживало 358 жителей (158 мужчин, 200 женщин), насчитывалось 75 крестьянских хозяйств, имелась школа.
С 1929 года — населённый пункт в составе Волоколамского района Московской области.
1 мая 2020 года деревне присвоено почётное звание Московской области «Населённый пункт воинской доблести».